# コリーカンムリサンジャク
コリーカンムリサンジャク (Calocitta colliei)は、スズメ目カラス科の鳥類。
メキシコの西シエラマドレ山脈西側からコリマ山周辺の、標高1,700m以下の森林に生息する。熱帯から亜熱帯の乾燥した気候を好み、湿潤な土地ではあまり見られない。渡りは行わない。
成熟個体の数は5万～50万羽と推定されており、若干の減少傾向にあるが、現時点では種の存続に危険を及ぼすほどであるとは考えられていない。